# Bourgmestre de guerre
Un bourgmestre de guerre est le bourgmestre d'une municipalité pendant l'Occupation au cours de la Seconde Guerre mondiale aux Pays-Bas ou en Belgique. Il a été nommé avec l'approbation ou même sur les ordres du gouvernement occupant. En principe, ces maires étaient du côté de l'occupant. 

## AuxPays-Bas
Les maires devaient assister l'occupant pendant la Seconde Guerre mondiale, étant entendu qu'il devait lui-même respecter la loi néerlandaise et la primauté du droit. Rien n'est venu de ce dernier. Les maires devaient choisir entre le renvoi et le remplacement par un fasciste, ou rester et suivre les exigences allemandes.
Le Reichskommissar Seyss-Inquart nomme des maires qui sont membres du N.S.B.. À la fin de la guerre, 70 % de la population néerlandaise était administré par un maire issu du N.S.B. Environ 700 au total, ils ont été licenciés avec d'autres maires collaborateurs après la Libération et, si nécessaire, ont été poursuivis légalement.

## En Belgique

### Implication
La Belgique connait ses premiers Bourgmestres de Guerre durant la Première Guerre mondiale. L'épuration qui suit la guerre laisse le souvenir de sanctions disciplinaires pointant les comportements contraires à la fonction.
Les bourgmestres de guerre en 1940 jouissent d'une grande autorité dans le système belge, représentant les intérêts locaux et exerçant des compétences variées. En partie à cause du souvenir de l'invasion allemande de 1914, environ un tiers des bourgmestres belges fuient après le 10 mai 1940, mais la grande majorité est rétablie dans ses fonctions. Une commission d'enquête est mise en place pour examiner les cas d'abandon de poste, et en décembre 1940, 723 bourgmestres comparaissent, avec 71 révoqués et 378 non sanctionnés.
Contrairement à une idée répandue, la nomination de bourgmestres collaborateurs en masse n'est pas l'intention initiale de l'occupant allemand en 1940. La collaboration politique résulte plutôt de l'évolution de l'occupation, combinant des facteurs tels que l'approvisionnement alimentaire insuffisant, les projets du Rex et du Vlaams Nationaal Verbond (VNV), et le refus de réformer la législation communale par le secrétaire général Jean Vossen.
Entre mai et octobre 1940, des projets de réforme du pouvoir local circulent, mais en novembre 1940, un conflit éclate avec l'occupant allemand. Le VNV lance une campagne réussie, exploitant la méfiance allemande envers l'administration belge locale. Le rajeunissement substantiel de l'élite administrative collaborationniste s'ensuit, modifiant le profil socio-économique des bourgmestres. Certains choisissent de collaborer étroitement avec les autorités allemandes, tandis que d'autres résistent activement et sont impliqués dans des activités clandestines de sabotage et de renseignement. Leurs actions sont souvent déterminées par des considérations locales et individuelles, faisant de chaque cas une histoire unique.
La période de 1943-1944 voit des comportements ambigus des bourgmestres de guerre, qui s'adaptent à la perspective d'une défaite allemande imminente. Certains bourgmestres réduisent leur engagement national-socialiste explicite et se tournent vers une gouvernance plus axée sur l'aide à la population, tout en maintenant une coopération stratégique avec les autorités allemandes. 

### Après la Libération
Après la libération, la répression en Belgique comprend l'épuration administrative et judiciaire. La plupart des bourgmestres de guerre n'ont pas été impliqués dans l'épuration administrative, mais la partie judiciaire est plus substantielle. Les enquêtes judiciaires examinent chaque cas individuellement, tenant compte du contexte, de la collaboration politique, militaire, de la délation et de la collaboration économique. L'arsenal répressif a des conséquences juridiques importantes pour ceux accusés de collaboration. Les modifications apportées aux lois belges pendant et après la guerre renforcent les peines pour les actes de collaboration, entraînant des procès, comme celui de la "bande Chéron". Ce procès met en lumière la sévérité des verdicts, avec onze condamnations à mort, soulignant la volonté de l'État de réprimer sévèrement les collaborateurs.
Les peines varient considérablement, avec 33 bourgmestres de guerre exécutés pour collaboration, tandis que d'autres bénéficient de sanctions légères ou sont libérés immédiatement. La représentation post-libération des bourgmestres de guerre, surtout en Flandre, tente de souligner leur prétendue contribution positive dans des circonstances difficiles, mais cette vision est souvent en contradiction avec le rôle clé qu'ils ont joué dans l'instauration du nouvel ordre national-socialiste,. 

#### Le cas de laBande à Chéron
La "bande Chéron" est accusée de divers actes de collaboration avec l'ennemi pendant l'Occupation allemande en Belgique pendant la Seconde Guerre mondiale. Les membres de cette bande, jugés par le Conseil de guerre de Mons, sont confrontés à des accusations telles que la collaboration militaire, l'espionnage, la collaboration politique, ainsi que des actes de violence directe tels que des vols, coups, arrestations, tortures, homicides, dénonciations et remises aux Allemands. Le procès, qui se déroule en 1946, révèle des détails spécifiques sur les comportements reprochés à chaque accusé. Le verdict du Conseil de guerre est sévère, prononçant onze condamnations à mort et un renvoi en observation, soulignant la fermeté de l'État belge dans la répression des actes de collaboration durant cette période tumultueuse de l'histoire.

#### Le cas Alphonse Bosch
Alphonse Bosch, fils de fermier devenu instituteur, a été désigné bourgmestre de Wavre en 1941, un poste auquel il accède avec réticence, mais il s'engage fermement dans la résistance douce, cherchant à aider les gens et à éviter les représailles. Malgré sa gestion appréciée de la ville, il devient suspect dans un attentat contre un collaborateur rexiste en 1944. Malgré son innocence, le 6 août de la même année, des tueurs rexistes l'enlèvent avec trois compagnons pour les abattre froidement dans le bois du Val. Ses funérailles, le 10 août, attirent une foule immense, transformant le bourgmestre en un véritable héros.